# Ab initio
Ab initiō (/'ab i'ni.ti.o:/) este o expresie din limba latină cu sensul de "de la început". Este derivată din latinescul ab ( „din”) + initio , ablativ singular de initium („început”).